# Affaire Jérôme Laronze
Le texte peut changer fréquemment, n’est peut-être pas à jour et peut manquer de recul. 
Le titre et la description de l'acte concerné reposent sur la qualification juridique retenue lors de la rédaction de l'article et peuvent évoluer en même temps que celle-ci.
L'affaire Jérôme Laronze est une affaire criminelle française concernant la mort, le 20 mai 2017 à Sailly (Saône-et-Loire), de Jérôme Laronze, un agriculteur bourguignon engagé au syndicat agricole la Confédération paysanne, notamment sur les questions de traçabilité et d'agro-industrie.

## Biographie de la victime
Jérôme Laronze naît le 13 novembre 1980 à Mâcon, chef-lieu du département de Saône-et-Loire, en Bourgogne, et grandit à Trivy. Il est le cinquième enfant de Marie-Jo et Bernard Laronze. Il grandit avec ses parents et ses quatre sœurs aînées dans la ferme Les Senauds, qui compte une maison forte, et un ancien pigeonnier, ayant appartenu à des nobles au XIXe siècle. Son père est agriculteur et sa mère a ouvert une chambre d'hôtes dans la ferme des Senauds. Dès son enfance, son père l'élève dans la logique qu'il reprendra à son tour l'exploitation familiale quand il sera adulte. C'est ce qu'il fait en 2003, tout en étant en parallèle pompier volontaire au SDIS de Saône-et-Loire.
En 2003, Jérôme Laronze suit le cursus traditionnel de « jeune agriculteur ». Il agrandit la ferme familiale, qu'il dirige seul à partir de la retraite de ses parents en 2008. Sa ferme compte 130 ha de prés et un potager. Il est éleveur de bovins de race limousine. Il se démarque rapidement par des pratiques écologistes marginales encore dans le monde agricole : polyculture de plantes fourragères, élevage en plein air intégral. Il convertit sa ferme en agriculture biologique au début des années 2010, phénomène assez rare à l'époque chez les éleveurs de bovins.
En 2014, il se fait remarquer pour ses qualités oratoires à une réunion publique sur l'élevage de bovin en Saône-et-Loire. Aussitôt, il est repéré par la Confédération paysanne, syndicat agricole reconnu comme proche de la pensée écologiste, auquel il adhère la même année. Il prend rapidement des responsabilités et est nommé co-porte-parole départemental de la Confédération paysanne en 2016. Il prend souvent la parole lors de réunions publiques ou de réunions syndicales pour dénoncer la course à la traçabilité et l'agro-industrie.

## Faits
Jérôme Laronze connaît ses premiers soucis administratifs avec un contrôle de l'Agence de services et de paiement (ASP) en 2014. L'ASP lui reproche de ne pas avoir déclaré dans le délai imparti (7 jours) la naissance de 45 bovins,. Puis, la Direction départementale de la protection des populations (DDPP) lui demande de prouver la filiation de ses veaux avec des tests génétiques réalisés à ses frais. C'est cette succession de contraintes administratives et cette surcharge que dénonce Jérôme Laronze, tantôt publiquement, mettant en cause l'obligation de la traçabilité, que dans un texte qu'il a écrit peu de temps avant sa mort : Chroniques et États d'âme ruraux,. Le 11 mai 2017, l'éleveur de bovin fuit justement un contrôle de la DDPP : l'éleveur quitte son exploitation en voiture pour échapper à ce contrôle. Pendant 9 jours, il est recherché par les gendarmes du département. Le 20 mai 2017, sur signalement d'une promeneuse, il est retrouvé à Sailly, à 30 kilomètres de son domicile. Au volant de sa voiture à l'arrêt le temps d'une sieste, un gendarme fait usage de son arme. Jérôme Laronze reçoit trois balles, une sur le flanc gauche et deux dans le dos.
Le 28 février 2020, le Tribunal administratif de Dijon juge que les contrôles subis par Jérôme Laronze sont irréguliers et nuls pour violation de domicile et des droits de l'éleveur,.

## Enquête
Sa mort suscite beaucoup d'émoi dans le monde agricole local, où il est une personnalité connue depuis ses engagements syndicaux. Ce drame a mis en lumière les contraintes administratives qui pèsent sur les agriculteurs, et qui conditionnent l'octroi d'aides nationales et européennes, notamment les subventions de la PAC.
Immédiatement après le drame, les deux gendarmes auteurs des coups de feu sont placés en garde à vue. L'Inspection générale de la Gendarmerie nationale est saisie par le procureur de la République pour déterminer si les gendarmes ont agi en état de légitime défense. La famille de Jérôme Laronze porte plainte et une instruction est en cours. Une association Justice et vérité pour Jérôme Laronze est créée. Chaque année, elle organise un rassemblement pour dénoncer les lenteurs de la justice sur cette enquête.
En mai 2023, la famille de la victime s'émeut publiquement du fait que le dossier est toujours à l'instruction, sans visibilité de procès à court terme.
Le 28 janvier 2025, à l'issue de l'instruction menée par ses services, la défenseure des droits, Claire Hédon, rend public son document d'analyse du 23 décembre 2024. Plusieurs angles ont été analysés : les tirs du gendarme ont été jugés « pas absolument nécessaires » et « apparaissent disproportionnés », le motif de non-assistance à personne en danger a été retenu et l'absence d'enquête de commandement souligné. Des préconisations ont été faites au ministère de l'Intérieur d'engager une procédure disciplinaire à l’encontre du militaire.

## Postérité
L'histoire de Jérôme Laronze inspire à Guillaume Cayet une tragédie qu'il nomme Neuf mouvements pour une cavale. Publiée en 2019 aux Éditions théâtrales, elle prend la forme d'un monologue. Dans le cadre du projet Radiodrama de Radio France, elle est adaptée au format radiophonique puis diffusée le 13 septembre 2019 sur France Culture.
Le 13 novembre 2020, le média en ligne Reporterre publie une tribune écrite par Marie-Pierre Laronze (avocate au barreau de Lyon), l'une des sœurs de Jérôme Laronze. En lui donnant la forme d'une lettre ouverte, elle dénonce « une procédure administrative de contrôle irrégulière » et démontre « les violences morales exercées à l’encontre de son frère » en revenant sur la cascade d'évènements qui ont conduit à sa mort.
Pendant l'été 2021, la journaliste Florence Aubenas consacre dans l'édition numérique du journal Le Monde une série d'articles dans lesquels elle retrace le parcours professionnel et politique de cet agriculteur,.
L'écrivaine Corinne Royer publie en 2021 Pleine terre. Dans ce roman librement inspiré de ce fait divers, elle décrit la fuite d'un contrôle sanitaire par un éleveur prénommé Jacques Bonhomme, ainsi que les témoignages de ses proches sur les faits l'ayant amené à cette extrémité,.
En 2022, la chaîne publique franco-allemande Arte diffuse Sacrifice paysan (réalisé par Gabrielle Culand), un documentaire de 52 minutes consacré à Jérôme Laronze,. Ce documentaire sera en partie critiqué par Marie-Pierre Laronze qu'elle qualifie de « travail inachevé » par un communiqué publié en aout 2022. Elle dénonce le silence de certains organismes et interroge notamment le fait que les auteurs n'aient pas fait mention de l'absence de cadre légal lors de l'intervention des gendarmes ayant amené à l'homicide de Jérôme et du jugement du 28 février 2020 qui incrimine la DDPP.
La même année, Yeelem Jappain écrit et met en scène Petit Paysan Tué, une pièce de théâtre chorégraphiée « inspirée de l'histoire d'un paysan de Saône-et-Loire », celle de Jérôme Laronze. La pièce sera captée et diffusée par France Télévisions le 15 novembre 2022.
Un film docu-fiction, La Chanson de Jérôme, est réalisé par Olivier Bosson. Sous la forme d'une reconstitution, il donne à voir l'enchaînement par lequel une telle tragédie a pu survenir.Le tournage a lieu entre 2021 et 2022, faisant appel à près de 160 acteurs,. Le film est coproduit par la Société des Apaches et Lyon Capitale TV, avec la participation du CNC et des régions Auvergnes-Rhône-Alpes, Bourgogne-Franche-Comté, la SCAM. Distribué par Tangente Distribution, il sort en salles le 16 octobre 2024.